# José Ignacio Terán y Tato Bustamante
José Ignacio Terán y Tato Bustamante, (n. Bacoachi, Sonora, ? - f. Cannes, Francia, 26 de enero de 1868) benefactor. Originario del pueblo de Bacoachi, fue hijo de Ignacio Terán y Tato y de Ana Bustamante, desde su juventud militó en las fuerzas regionales y en 1825 obtenía el grado de alferéz. En 1829 tuvo a su cargo el cobro de diezmos en el distrito de Moctezuma, fue diputado de la Legislatura del Estado de Occidente, se opuso a la división de éste y el 4 de enero de 1831 se le expidió el despacho de teniente coronel. Posteriormente fue diputado a la Asamblea Departamental y a la Legislatura Local; en 1849 levantó a sus expensas una sección de 300 hombres de Guardia Nacional para perseguir a los apaches, los arrojó fuera del Estado y en octubre repitió esta hazaña, habiendo recibido los parabienes del gobierno local. Dos años después militó a las órdenes del teniente coronel José María Flores, tomó parte en la persecución de una partida de aventureros angloamericanos que había invadido la región septentrional y en seguida derrotó a los apaches en Pitáicachi. En 1852 participó en las operarciones en contra de los filibusteros franceses, ascendió a coronel de Guardia Nacional y concluyó por radicarse en Europa. Reconoció al Imperio del archiduque Maximiliano I de México y éste lo nombró cónsul en el puerto de Liverpool. Desempeñó este cargo de 13 de febrero de 1865 al 29 de junio de 1866 en que fue separado por haber tenido un disgusto con el ministro imperial en Londres. Murió en Cannes, Francia el 26 de enero de 1868. Por su testamento dejó un legado de cuarenta mil pesos para el establecimiento de dos escuelas primarias en su pueblo natal, una para varones y otra para niñas, y el resto de los bienes los destinó a cubrir varios legados personales y para mejorar los hospitales civiles existentes en el Estado. El valor de este legado se recogió hasta 1871 por un enviado del gobierno local. El decreto de la Legislatura de 14 de mayo de 1873 lo declaró ”Bienhechor de Sonora”, disponiendo que en cada uno de los edificios construidos con los fondos que había donado se colocara una placa con la siguiente inscripción: “Recuerdo de gratitud a la memoria del Coronel José Ignacio Tato, muerto en Francia el 26 de enero de 1868” y que las escuelas primarias del pueblo de Bacoachi deberían de llevar su nombre y en cada uno de los hospitales beneficiados debería también usarse un sello que expresara: ”Estado de Sonora. Hospital Civil José Ignacio Tato“. El importe total del legado arrojó la cantidad de 928,000 francos, que en pesos mexicanos al tipo de aquella época importaba 371,200.00 de los cuales la mayor parte se fue en honorarios de albaceas, otros legados, viajes del comisionado, gastos y filtraciones. La liquidación presentada por el Ejecutivo del Congreso arrojó 459,000 francos, habiéndose recibido 40,000.00 destinados a las escuelas primarias de Bacoachi y 43,000.00 para los hospitales civiles. Esta última cantidad se colocó a rédito y acabó por perderse a causa de errores cometidos por las autoridades responsable del manejo y por mala administración del fondo.